# Moselbad Koblenz

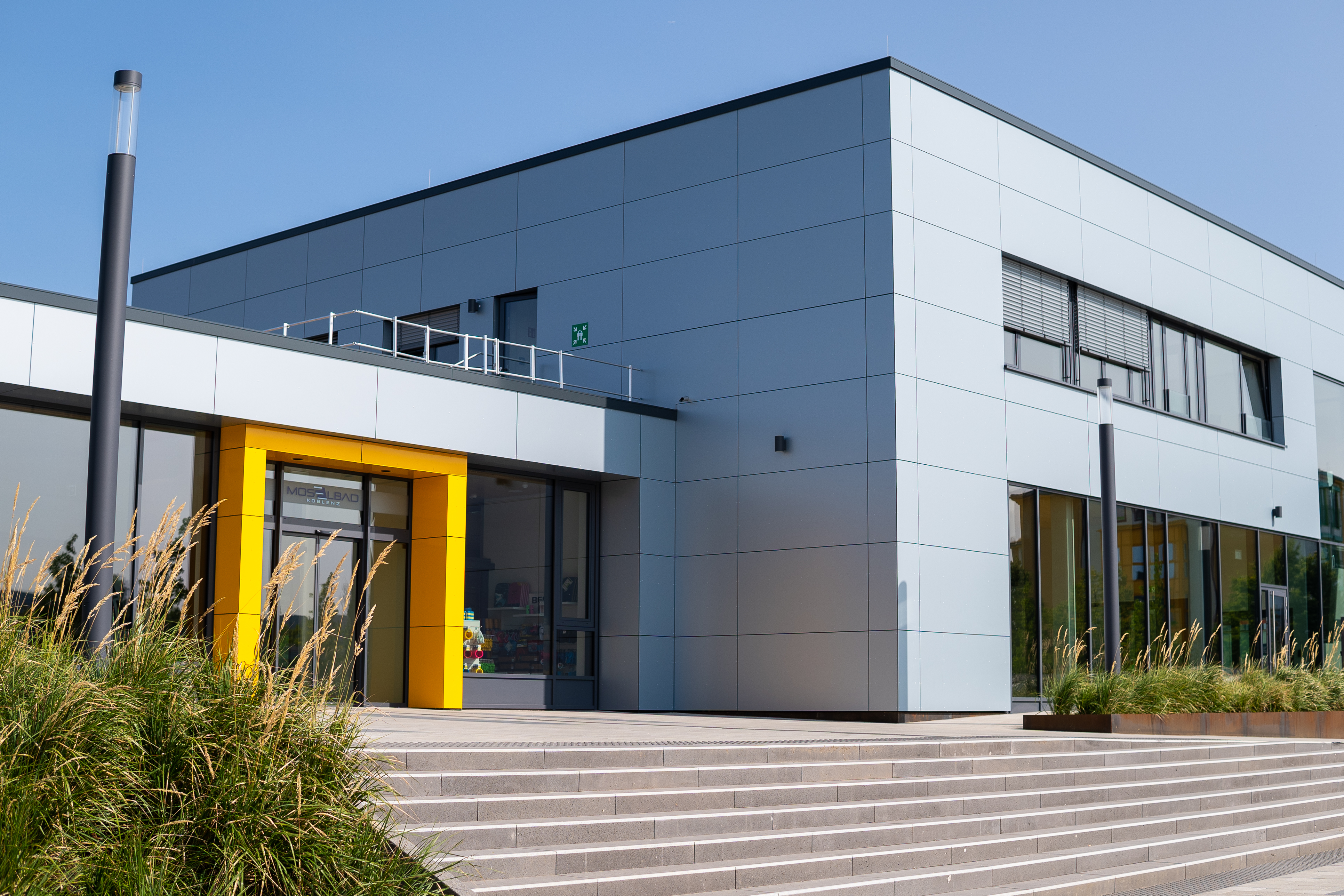
Das Moselbad Koblenz von außen

Das 2024 eröffnete Moselbad ist ein Hallenbad in Koblenz und dient als Ersatz für das alte Stadtbad Koblenz, das 2015 abgerissen wurde. Das Moselbad wurde nach seiner Lage an der Mosel benannt. Es ist eines von rund 300 Bädern in Rheinland-Pfalz.
Die Planungen für den Neubau des Moselbads begannen im Jahr 2016. Die Bauarbeiten wurden im Juli 2021 aufgenommen. Das Projekt wurde von den Stadtwerken Koblenz sowie deren Tochtergesellschaften, der Koblenzer Bäder GmbH und der Koblenzer Verkehrsbetriebe GmbH (koveb), realisiert. Die Gesamtkosten des Projekts belaufen sich auf etwa 48 Millionen Euro. Diese wurden überwiegend durch Eigenmittel der Stadtwerke finanziert. Zusätzlich erhielt das Projekt finanzielle Förderungen vom Land Rheinland-Pfalz, insbesondere für den Erwerb des Grundstücks und die Gestaltung der Außenanlagen.

## Schwimmbad
Insgesamt bietet das Moselbad sieben Becken. Das Schwimmbad besteht aus fünf Schwimmbecken. Das Kursbecken des Moselbads ist mit einem verstellbaren Hubboden ausgestattet, der eine flexible Beckentiefe ab 1,34 Metern ermöglicht. Die Wassertemperatur beträgt konstant etwa 32 °C. Das Kinderbecken weist ebenfalls eine Wassertemperatur von etwa 32 °C auf und hat eine variable Tiefe von 0,05 bis 0,45 Metern. Für die Unterhaltung der Kinder bietet das Becken eine Rutsche, einen Sprayground sowie Wasserkanonen.
Das Sportbecken des Moselbads ist 25 Meter lang und verfügt über sieben Bahnen, die jeweils mit Startblöcken ausgestattet sind. Die Wassertemperatur im Sportbecken liegt bei etwa 28 °C, die Tiefe beträgt 1,85 Meter.
Das Springerbecken ist mit einem 5-Meter-Turm sowie 1- und 3-Meter-Sprungbrettern ausgestattet. Es verfügt ebenfalls über einen Hubboden, der eine maximale Beckentiefe von bis zu vier Metern ermöglicht. Die Wassertemperatur beträgt hier ebenfalls etwa 28 °C.
Das Lehrschwimmbecken im Moselbad hat eine Wassertemperatur von rund 32 °C und eine variable Tiefe zwischen 0,75 und 1,35 Metern. Im Becken sind zudem Sitzflächen integriert.
Der Außenbereich des Schwimmbads umfasst eine Liegewiese, einen Sandkasten sowie Möglichkeiten für Beachvolleyball und Tischtennis.

## Saunen und Saunalandschaft
Die Saunalandschaft des Moselbads Koblenz umfasst vier Innen- und zwei Außensaunen.
Zu den Innensaunen gehört eine Finnische Hochtemperatursauna, die Temperaturen von etwa 100 °C mit einer Luftfeuchtigkeit von 10 bis 20 % erreicht. Das Saunarium Weinkabinett bietet ein milderes Klima mit einer Temperatur von rund 60 °C und einer Luftfeuchtigkeit von 30 bis 40 %. In der Kelosauna herrschen Temperaturen zwischen 80 und 90 °C bei einer Luftfeuchtigkeit von 10 bis 20 %. Die Rotweinsauna erreicht etwa 90 °C bei einer Luftfeuchtigkeit von 10 bis 20 %. Im Dampfbad herrscht eine Luftfeuchtigkeit von ca. 100 % bei einer Temperatur von 40 bis 50 °C. Die russische Banja bietet Temperaturen von etwa 70 bis 100 °C bei einer Luftfeuchtigkeit von 10 bis 20 %.
Im Erdgeschoss befinden sich barrierefrei zugängliche Ruheräume, im Obergeschoss weitere vier Ruheräume. Ergänzt wird das Angebot durch ein Außenbecken, Fußbecken und einen Whirlpool im Atrium.

## Gastronomie
Das Moselbad bietet zwei gastronomische Einrichtungen, eine im Schwimmbadbereich und eine im Saunabereich. Beide Gastronomiebetriebe werden direkt vom Moselbad betrieben.

## Nachhaltigkeit
Das Moselbad Koblenz setzt auf ein nachhaltiges Energiekonzept, das moderne Technologien zur Energiegewinnung und Ressourcenschonung nutzt. Eine zentrale Komponente des Konzepts ist eine Geothermieanlage, die über 30 Bohrungen mit jeweils 150 Metern Tiefe Erdwärme zur Beheizung der Becken nutzt.
Auf dem Dach des Moselbads wurden Photovoltaikanlagen sowie eine Solarthermieanlage installiert. Der verbleibende Dachbereich ist begrünt. Regen- und Duschwasser werden gesammelt, gefiltert und zur Bewässerung der Grünflächen genutzt. Überschüssiges Wasser wird dem Grundwasser zugeführt, um den natürlichen Wasserkreislauf zu unterstützen.
Ein besonderes Merkmal des Moselbads ist das Heizsystem der Saunakabinen. Statt einer herkömmlichen Fußbodenheizung wird die Hitze durch ein im Boden integriertes Rohrsystem aufgefangen und nach draußen geleitet. Diese Technologie hilft dabei, Wege rund um das Schwimmbad schnee- und eisfrei zu halten.

## Künstliche Intelligenz
Das Moselbad ist eines der ersten Bäder in Deutschland, das Künstliche Intelligenz (KI) zur Überwachung der Sicherheit einsetzt. Diese Technologie erkennt ungewöhnliche Bewegungen im Wasser und alarmiert das Personal.